# Navet (film)
Pour les articles homonymes, voir Navet (homonymie).
Ne doit pas être confondu avec Nanar.
Le terme navet désigne familièrement un film ou tout autre œuvre audiovisuelle (une série télévisée par exemple) que son spectateur regarde sans en éprouver de plaisir, par analogie avec le légume du même nom dont le goût est fade lorsqu'il est trop cuit. Ce qualificatif, issu de l'art classique — il a été utilisé dans ce sens par l'écrivain Émile Zola — est majoritairement utilisé à l'époque actuelle pour désigner un film de mauvaise qualité.
Plusieurs autres explications sur l'origine de cette expression existent, en référence au faible coût du légume ou au surnom donné à une statue jugée médiocre.
Le « navet » ne doit pas être confondu avec le nanar qui, s'il est lui aussi un film raté, possède des défauts qui le rendent — le plus souvent et involontairement — comique et distrayant à regarder.
Tout comme le film culte, le « navet » a la particularité de ne s'appuyer sur aucun critère précis ou pratique. Il renvoie à la subjectivité du spectateur, surtout quand l'œuvre est qualifiée de « vrai navet ». Néanmoins, certains prix, volontairement parodiques, sont décernés à des films communément considérés comme des ratages manifestes. Les plus connus sont les Razzie Awards aux États-Unis. En France, il existe par exemple les Gérard du cinéma.
Sur la base des notes de spectateurs, les « navets » sont également fréquemment listés sur les sites de cinéma, tels Allociné ou l'IMDb.

## Avis de spécialistes
Selon le journaliste français et critique de cinéma Éric Neuhoff, un « navet » peut être issu à la fois de la comédie populaire ou du cinéma d'auteur. Il remarque en outre que de nombreuses suites de film sont des navets.
Dans sa rubrique du Canard enchaîné, le critique français Henri Jeanson avait qualifié de « Navet Maria » le film Golgotha (1935) de Julien Duvivier (plus connu pour La Bandera ou La Belle Équipe), que le cinéaste avait consacré à la Passion du Christ.